# Gouvernement Gaston Eyskens II
Royaume de Belgique
Acker IV Eyskens III
Le gouvernement Gaston Eyskens II est le gouvernement belge du 26 juin 1958 au 6 novembre 1958. Il est composé de sociaux-chrétiens et compte 19 ministres.
Les élections législatives de 1958 voient la victoire du PSC-CVP. Cependant, il n'est théoriquement pas possible pour les sociaux-chrétiens de former un nouveau gouvernement homogène et une coalition avec les socialistes et les libéraux, dans le climat de la deuxième guerre scolaire, est difficilement envisageable ; la coalition sortante n'est mathématiquement plus possible non plus. Finalement, Gaston Eyskens forme un gouvernement social-chrétien homogène minoritaire ; il obtient malgré tout la confiance de la Chambre grâce au soutien de l'unique député de la Volksunie et de deux libéraux. Afin de faire tenir un gouvernement instable, le temps pour Eyskens de convaincre les libéraux de rentrer dans une majorité et de régler la question scolaire, une loi augmentant le montant des pensions est votée. 
Les années précédentes avaient été marquées par la deuxième guerre scolaire. Le gouvernement met en place une commission nationale visant à résoudre les problèmes liés à la question de l'enseignement ; les sociaux-chrétiens, les socialistes et les libéraux y envoient tous des représentants. Le Pacte scolaire est le produit de ces négociations : le financement de l'enseignement libre est garanti, tous les enseignants doivent détenir le diplôme correspond à leur fonction, de nouvelles écoles d'État doivent être construites afin d'assurer la liberté de choix entre réseau officiel et réseau libre et une commission permanente doit être créée afin de prévenir les conflits. Si les sociaux-chrétiens considèrent le Pacte scolaire comme étant une victoire pour leur camp (même si imparfaite), les socialistes restent mitigés ; les communistes verront dans le Pacte scolaire l'ultime défaite d'une gauche ayant renoncé au combat. Le Pacte scolaire est cependant parvenu à calmer les tensions sur la question scolaire jusqu'à aujourd'hui et reste un symbole du « compromis à la belge ».  
Quelques jours avant la fin des négociations du Pacte scolaire, Eyskens donne la démission de son gouvernement. 

## Composition
| Fonction                                             | Titulaire | Titulaire              | Parti |
| ---------------------------------------------------- | --------- | ---------------------- | ----- |
| Premier ministre                                     |           | Gaston Eyskens         | CVP   |
| Ministre du commerce extérieur                       |           | André Dequae           | CVP   |
| Ministre de l'agriculture                            |           | Albert de Vleeschauwer | CVP   |
| Ministre de la défense nationale                     |           | Arthur Gilson          | PSC   |
| Ministre de la justice                               |           | Pierre Harmel          | PSC   |
| Ministre de l'intérieur                              |           | Charles Héger          | PSC   |
| Ministre de la santé publique et de la famille       |           | Robert Houben          | CVP   |
| Ministre des travaux publics et de la reconstruction |           | Paul Meyers            | CVP   |
| Ministre des affaires économiques                    |           | Raymond Scheyven       | PSC   |
| Ministre des communications                          |           | Paul-Willem Segers     | CVP   |
| Ministre du travail et de la prévoyance sociale      |           | Léon Servais           | PSC   |
| Ministre des classes moyennes                        |           | Paul Vanden Boeynants  | PSC   |
| Ministre de l'instruction publique                   |           | Maurice Van Hemelrijck | CVP   |
| Ministre des finances                                |           | Jean Van Houtte        | CVP   |
| Ministre des affaires étrangères                     |           | Pierre Wigny           | PSC   |

## Remaniement
5 juillet 1958
- Léon Pétillon est nommé ministre des colonies